# Sennheiser
Sennheiser electronic GmbH & Co. KG — німецький виробник обладнання для запису, трансляції і відтворення звуку. Компанія заснована в 1945 році Фріцем Зеннгайзером під назвою Labor W.

## Історія

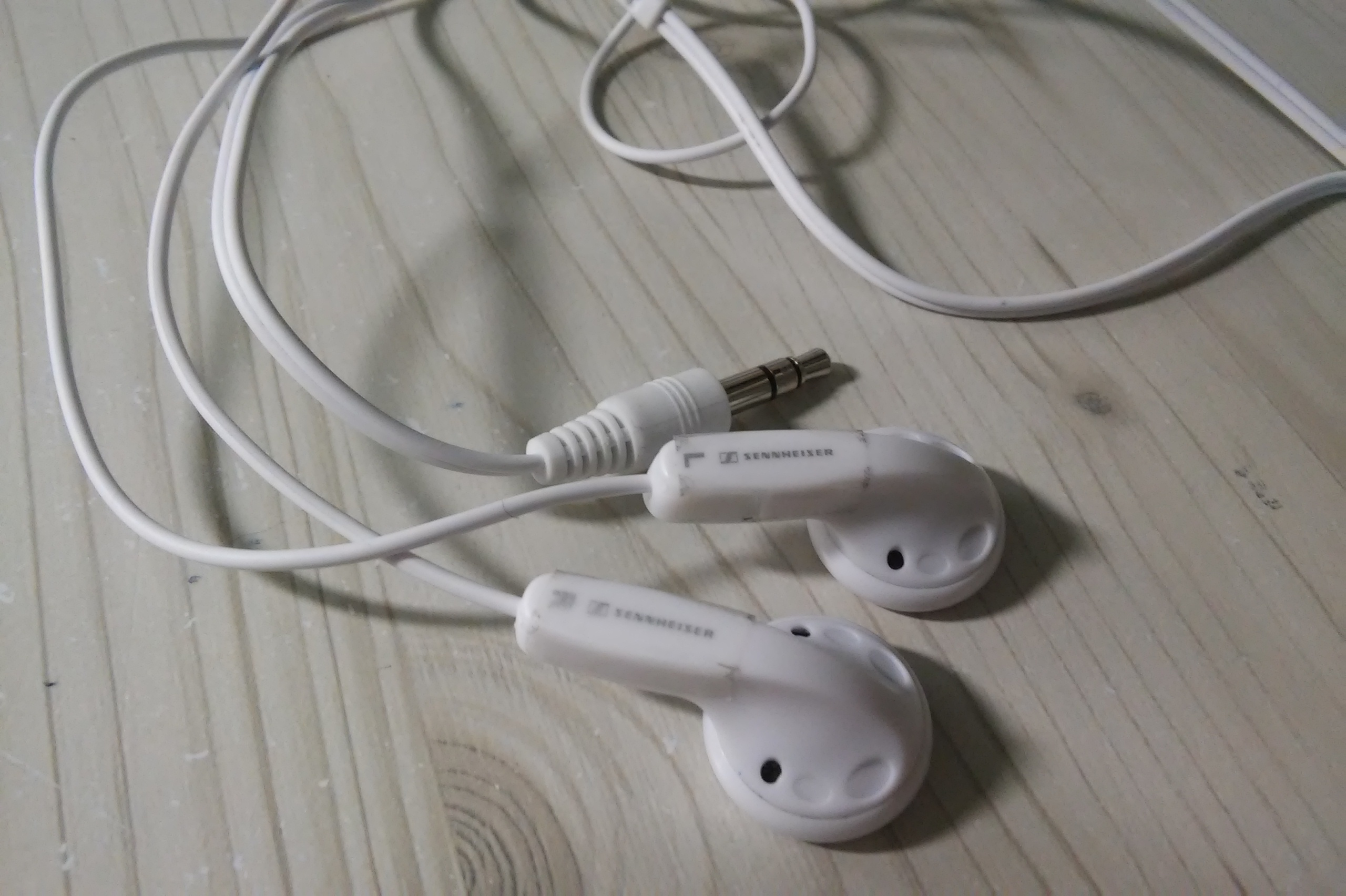
Sennheiser навушники MX400ii

Компанія була заснована в 1945 році, через декілька тижнів після закінчення Другої світової війни, Фріцем Зеннгайзером і сімома знайомими інженерами з Ганноверського університету. Тоді вона називалася Labor W на честь села Веннебостель (Wennebostel), куди вона була переміщена внаслідок війни. Першою продукцією були вольтметри. Labor W почала робити мікрофони в 1946 році, а перейменована в Sennheiser electronic у 1958 році.

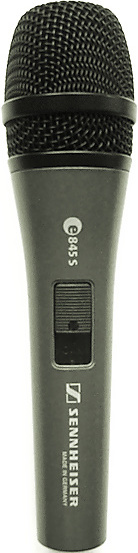
Мікрофон Sennheiser e845s

У 1947 році фахівці тоді ще Labor W створюють свій перший оригінальний мікрофон, MD 2, і він, завдяки якісній перевазі над конкурентам, стає дуже популярним у радіомовленні. Мало хто про це знає, але в 1949 компанія розробила, і якийсь час випускала підсилювачі потужності.  Це були перші пристрої, що відповідають стандарту hi-fi, а через кілька років його уже застовували  всі виробники домашньої звукової техніки. 
1954 року вже під маркою Sennheiser випускається динамічний мікрофон MD 21; сьогодні це раритет, популярний у радіо та клубних DJ.  У період з 1956 по 1959 роки розробляються мікрофон типу «гармата» (shotgun), MD 82 і стереофонічний мікрофон MDS 1, в 1962 році з'являється нова направлена конденсаторна «гармата» для ТБ і кінозйомок, що працює за принципом interference tube.  А в 1985 запущений у виробництво новий модельний ряд студійних конденсаторних мікрофонів MKH, що відповідають вимогам цифрового звукозапису.  Предмет особливої гордості розробників - динамічний мікрофон MD 421, виробництво якого почалося в 1960 році і триває до сьогодні; всього, за 40 років, продано понад 350 000 екземплярів. 

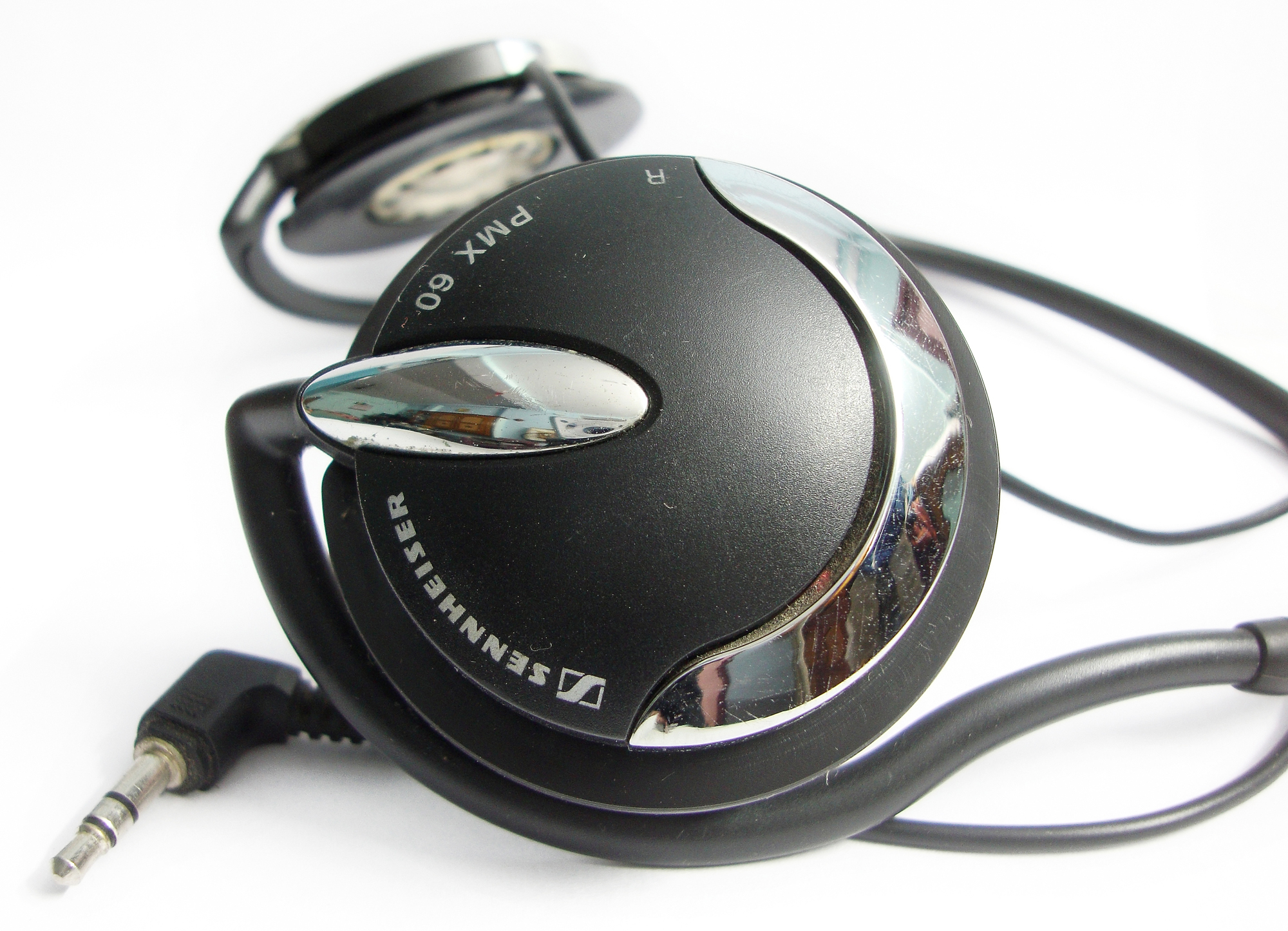
Навушники Sennheiser PMX 60

Компанії належить пріоритет у розробці і випуску перших у світі відкритих динамічних навушників (модель HD 414, 1968 рік). Є в компанії й інші відкриття в цій області - навушники з системою активної компенсації шуму NoiseGard (модель LH 1C, 1988 рік), а також електростатичні навушники з ламповим підсилювачем (модель Orpheus, 1991 рік). 
Пальма першості в області цифрової технології передачі звукового сигналу через інфрачервоний канал також належить Sennheiser.  У 1976 випущені передавач SI 406 і приймач-стетоскоп HDI 406.  Пізніше, в 1993, ця технологія була застосована в бездротових навушниках IS 850. 
Також, Sennheiser належить пальма першості у розробці першої радіосистеми.  У 1958 році її створили інженери компанії.  Тоді на телебаченні і в концертній діяльності бездротова мікрофонна система Mikroport здійснила справжню революцію!  Починаючи з 1979 року, радіосистеми компанії, оснащуються системою зменшення шумів HiDyn, істотно поліпшивши якість звукопередачі, а в 1980 випущений перший бездротовий мікрофон для вокалістів, SKM 4031.  Досягнуті помітні успіхи в мініатюризації, їх результат - випуск в 1981 році передавача SK 2012 і приймача EM 1036, основних компонентів першої у світі радіосистеми «економічного класу».
Виробнича програма Sennheiser також включає конференц-системи, технології для передачі інформації, в тому числі інфрачервоні системи, прилади для тих, що недочувають і авіаційні гарнітури. До групи компаній Sennheiser також відносяться такі відомі підприємства, як Neumann (студійні мікрофони), K+H (гучномовці і студійні монітори) і розміщене в Данії спільне підприємство Sennheiser Communications, що випускає гарнітури для мультимедіа, офіси і телекомунікаційні центри.
На сьогоднішній день вся продукція Sennheiser виробляється на власних фабриках в Німеччині, Ірландії та США.

## Продукція
- Бездротові радіосистеми
- Навушники
- Мікрофони
- Мультимедійні гарнітури
- Ігрові гарнітури
- Гарнітури для підприємств (для call-центрів і т. п.)
- Авіаційне обладнання
- Аудіологія (обладнання для людей з ослабленим слухом)
- Засоби для конференц-зв'язку, екскурсій і т. п.
- Обладнання, пов'язане зі звукопередаванням, звукозаписом, кінематографом, телебаченням і т. п.

## Джерело
- Офіційний сайт Sennheiser в Україні: Каталог [Архівовано 14 грудня 2011 у Wayback Machine.]